# Stephan Ross
Stephan Ross, nato Szmulek Rozental, noto anche con lo pseudonimo di Steve Ross (Łódź, 20 settembre 1931 – Newton, 24 febbraio 2020), è stato uno psicologo, insegnante e scrittore polacco naturalizzato statunitense sopravvissuto all'Olocausto e impegnato per il mantenimento della memoria nelle nuove generazioni.

## Biografia

Particolare con i numeri degli internati nei campi nazisti incisi sulle superfici di vetro del New England Holocaust Memorial da lui voluto e creato.

### Primi anni e internamento nei lager
Nacque nel 1931 a Łódź, in Polonia. Nel 1939 la cittadina venne invasa dalle truppe della Germania nazista e molti dei suoi residenti ebrei (circa un terzo del totale della popolazione) furono o deportati o costretti a trasferirsi nel ghetto di Łódź.
Nel 1940 Ross fu mandato al campo di lavoro di Budzyń e in seguito conobbe molti altri campi di concentramento, sfuggendo più volte alla morte. Fu anche ad Auschwitz e alla fine a Dachau. Qui venne liberato dall'esercito di liberazione statunitense il 29 aprile 1945. Tutta la sua famiglia, a parte un fratello, morì nell'Olocausto.

### Trasferimento negli Stati Uniti
Nel 1948 Ross si trasferì negli Stati Uniti cambiando il suo nome polacco Szmulek Rozental che divenne Stephan Ross. Venne in seguito arruolato dall'United States Army e combatté nella guerra di Corea. Poi si laureò, frequentò un master in psicologia all'Università di Boston infine ottenne il dottorato alla Northeastern University. 
La sua esperienza nei campi di concentramento nazisti lo segnò per tutta la vita. Ad Auschwitz si salvò dalla morte solo nascondendosi fortunosamente e a Dachau venne incaricato di trasportare i cadaveri al crematorio. Dopo essere diventato uno psicologo nella sua città di adozione, Boston, e dopo aver cominciato ad impegnarsi per ricordare sia l'Olocausto sie i liberatori degli ebrei rinchiusi nei lager nel 1986 fondò un comitato e nel 1995 riuscì a far erigere il New England Holocaust Memorial, uno dei monumenti più visitati di Boston.
Negli Stati Uniti Ross cercò per decenni il soldato americano che aveva incontrato a Dachau e che, dandogli una bandiera americana ed abbracciandolo, gli restituì il desiderio di vivere.  Nel 1989 Ross partecipò ad un programma televisivo e, malgrado intanto il soldato Steve Sattler, fosse morto, i suoi familiari lo videro e poi lo incontrarono.
Stephan Ross è morto il 24 febbraio 2020.

## New England Holocaust Memorial
Il monumento si deve alla volontà di Stephan Ross ed è costituito da sei torri distaccate tra loro di vetro ed acciaio alte circa diciotto metri. Simbolicamente le torri vogliono ricordare i sei milioni di ebrei uccisi con l'Olocausto, i sei principali campi di sterminio (Chełmno, Bełżec, Sobibór, Treblinka, Majdanek  e Auschwitz), sei candele commemorative e i sei anni, tra il 1939 e il 1945, durante i quali venne realizzata la soluzione finale, il periodo che portò alla morte il maggior numero di ebrei, a partire dalla fine del 1940.

## Opere
- (EN) con Debbi Dunn e William E. Wiener, Stephan Ross, New York, William E. Wiener Oral History Library, American Jewish Committee, 1975, OCLC 9674878.
- (EN) con Glenn Frank e Brian Wallace, From broken glass: finding hope in Hitler's death camps to inspire a new generation, London, Hachette Books, 2019, ISBN 9780316513098, OCLC 1091690787.
- come Steve Ross, Il ragazzo di Auschwitz: avevo solo 8 anni quando sono entrato in un campo di concentramento, traduzione di Nello Giugliano, Roma, Newton Compton, 2019, ISBN 9788822725608, OCLC 1141540386.

## Nella cultura di massa
La sua storia è stata raccontata nel film documentario del 2017 Etched in Glass: The Legacy of Steve Ross.